# Dudleya albida
Dudleya albida là một loài thực vật có hoa trong họ Crassulaceae. Loài này được (Rose) P.H. Thomson miêu tả khoa học đầu tiên năm 1993.